# Втрати 217-го парашутно-десантного полку (РФ)
У статті наведено подробиці поіменних втрат 217-го парашутно-десантного полку Збройних сил РФ.

## Перша чеченська війна
| п/п | Прізвище, ім'я, по-батькові                                    | Звання  | Дата народження | Дата смерті | Місце смерті |
| --- | -------------------------------------------------------------- | ------- | --------------- | ----------- | ------------ |
| 1.  | Омельков Віктор Омелянович (рос. Омельков Виктор Емельянович)  | майор   | 30.07.1961      | 31.12.1994  | Грозний      |
| 2.  | Баранов Сергій Валерійович (рос. Баранов Сергей Валерьевич)    | рядовий | 02.04.1976      | 31.12.1994  | Грозний      |
| 3.  | Астайкін Олександр Іванович (рос. Астайкин Александр Иванович) | рядовий | 23.05.1976      | 13.01.1995  | Грозний      |

## Російсько-грузинська війна (2008)
| п/п | Прізвище, ім'я, по-батькові                       | Звання  | Дата народження | Дата смерті | Місце смерті |
| --- | ------------------------------------------------- | ------- | --------------- | ----------- | ------------ |
| 1.  | Хромов Артем Юрійович (рос. Хромов Артём Юрьевич) | рядовий | 24.01.1987      | 21.08.2008  | Горі         |

## Російсько-українська війна
| п/п | Прізвище, ім'я, по-батькові                                               | Звання                                                     | Дата народження | Дата смерті   | Місце смерті                  |
| --- | ------------------------------------------------------------------------- | ---------------------------------------------------------- | --------------- | ------------- | ----------------------------- |
| 1.  | Самойлов Микита В'ячеславович (рос. Самойлов Никита Вячеславович)         | старший лейтенант, заступник командира розвідувальної роти | 13.04.94        | 06.03.2022    |                               |
| 2.  | Чурзін Руслан Вікторович (рос. Чурзин Руслан Викторович)                  | єфрейтор, стрілок-сапер                                    | 2000            | 12.03.2022    |                               |
| 3.  | Зозулін Володимир Миколайович (рос. Зозулин Владимир Николаевич)          | старший лейтенант, командир розвідувальної роти            |                 | 12.03.2022    |                               |
| 4.  | Мамедов Ельвін Сахіб огли (рос. Мамедов Эльвин Сахиб оглы)                | лейтенант, командир розвідувального взводу                 | 21.10.1997      | 13.03.2022    |                               |
| 5.  | Антонов Максим Віталійович (рос. Антонов Максим Витальевич)               | єфрейтор                                                   |                 | 19.04.2022    |                               |
| 6.  | Сєргєєв Данило В'ячеславович (рос. Сергеев Даниил Вячеславович)           | рядовий                                                    | 2000            | 22.04.2022    |                               |
| 7.  | Іванов Ілля Володимирович (рос. Иванов Илья Владимирович)                 | рядовий                                                    | 02.08.2000      | 22.04.2022    |                               |
| 8.  | Грищенко Михайло Сергійович (рос. Грищенко Михаил Сергеевич)              | молодший сержант                                           |                 | 22.04.2022    |                               |
| 9.  | Соловйов Андрій Михайлович (рос. Соловьев Андрей Михайлович)              | сержант                                                    | 22.07.1988      | 22.04.2022    | Сулигівка                     |
| 10. | Долотов Андрій Миколайович (рос. Долотов Андрей Николаевич)               | єфрейтор                                                   | 01.06.1993      | 07.05.2022    |                               |
| 11. | Попов Олексій Геннадійович (рос. Попов Алексей Геннадьевич)               | старший прапорщик                                          | 24.09.1983      | 21.05.2022    | м.Попасна, Луганської області |
| 12. | Деменченков Сергій Сергійович (рос. Демченков Сергей)                     | капітан, командир самохідної артилерійської батареї        | 11.08.1986      | 19.06.2022    |                               |
| 13. | Поздєєв Іван Володимирович (рос. Поздеев Иван Владимирович)               | підполковник, командир полку                               | 07.01.1985      | 28.07.2022    | Херсонська область            |
| 14. | Пронін Ігор (рос. Пронин Игорь)                                           | лейтенант, командир взводу                                 |                 | до 08.08.2022 |                               |
| 15. | Бєлокрилов Вадим Олександрович (рос. Белокрылов Вадим Александрович)      | єфрейтор                                                   | 11.03.1989      | 29.08.2022    | Херсонська область            |
| 16. | Сараєв Ілля (рос. Сараев Илья)                                            | рядовий                                                    |                 | 26.09.2022    | Херсонська область            |
| 17. | Киян Юрій Михайлович (рос. Киян Юрий Михайлович)                          | сержант                                                    | 1981            | 17.01.2023    |                               |
| 18. | Макаров Олександр Дмитрович (рос. Макаров Александр Дмитриевич)           | підполковник, командир батальйону                          | 25.07.1983      | 17.01.2023    |                               |
| 19. | Панфілов Микита Романович (рос. Панфилов Никита Романович)                | рядовий                                                    | 1997            | 01.2023       |                               |
| 20. | Гільов Михайло Велерійович (рос. Гилёв Михаил Валерьевич)                 | рядовий                                                    | 07.05.2002      | 28.01.2023    | Новоайдар                     |
| 21. | Насиров Айрат Айдарович (рос. Насыров Айрат Айдарович)                    | молодший лейтенант, командир взводу                        | 08.08.2000      | 06.02.2023    |                               |
| 22. | Українцев Владислав Володимирович (рос. Украинцев Владислав Владимирович) | рядовий                                                    | 16.12.1996      | 07.03.2023    |                               |
| 23. | Мосін Андрій Юрійович (рос. Мосин Андрей Юрьевич)                         | молодший лейтенант, командир взводу снайперів              | 14.01.1984      | 12.07.2023    |                               |
| 24. | Кривощеков Олександр Миколайович (рос. Кривощеков Александр Николаевич)   | старший лейтенант                                          | 21.12.1989      | 16.09.2023    |                               |
| 25. | Большаков Станіслав Володимирович (рос. Большаков Станислав Владимирович) | сержант                                                    | 29.08.1986      | 19.09.2023    |                               |
| 26. | Гусаков Дмитро Андрійович (рос. Гусаков Дмитрий Андреевич)                | рядовий                                                    | 23.04.1999      | 26.02.2024    |                               |
| 27. | Соколов Андрій Миколайович (рос. Соколов Алексей Николаевич)              |                                                            | 08.10.1981      | до 09.07.2024 |                               |
| 28. | Давидов Андрій Євгенович (рос. Давыдов Андрей Евгеньевич)                 | сержант                                                    | 03.07.1986      | до 11.07.2024 |                               |